# とくこ
とくこ（1979年4月1日 - ）は、東京都出身のお笑いタレント、ピン芸人、ものまねタレント。本名、徳村 亜紀子（とくむら あきこ）。
吉本興業東京本社（東京吉本）所属。東京NSC5期生出身。

## 略歴・概説
かつてはコンビを組んでの活動もしていたが、これまでに2度のコンビ解散を経験している。2006年頃までお笑いコンビ「リンダ」として活動。
韓国への留学経験があり、韓国語が話せる。K-POPにも精通し、テレビ東京『バカソウル』にはK-POPユニット『とくこ時代』のメインボーカルとして出演した。
物真似は、12歳の頃の美空ひばりの物真似をしたのをきっかけに、本格的に演じるようになったという。ネタは、自宅から駅まで自転車で移動中の約30分間の間に出来ることが多いという。
1980年代のアイドルにも精通しており、80年代アイドルの物真似などを多く行う。西田ひかるの物真似の時は、西田の曲『きっと愛がある』の替え歌を歌いながら、「アイドルあるある」のネタを披露するもの、などがある。なお、西田ひかるの物真似は高校生時代からやっていた、という。
2015年5月26日放送の日本テレビ『今夜くらべてみました』で7月に結婚することを発表。同年10月27日に男児である第一子を出産。
第1回『女芸人No.1決定戦 THE W』（2017年、日本テレビ）では、準決勝まで進出。

## 出演
- とんねるずのみなさんのおかげでした・博士と助手〜細かすぎて伝わらないモノマネ選手権〜 （フジテレビジョン系、第5回に出演。第21回「未公開版」では、おかずクラブと出演））
- あらびき団（TBSテレビ）
- 音の素（読売テレビ・日本テレビ系）- 2011年3月マンスリーMC
- ザ・狩人（ザ・ハンター）（読売テレビ・日本テレビ系）-不定期ゲスト
- バカソウル （テレビ東京、とくこ時代として）
- 全国のど自慢 （KBS）
- ダウンタウンのガキの使いやあらへんで!!（山-1グランプリ優勝、 2015年1月25日、日本テレビ）
- コサキン・天海の超発掘!ものまねバラエティー マネもの（フジテレビ） - 2015年3月26日（第3回）、2019年6月27日（第5回）
- 今夜くらべてみました（日本テレビ、2015年5月26日　2016年10月4日放送ではトリオTHEバイリンガルな女たち、西田ひかるの物真似で本人と共演。）
- ニッポン元気計画! 眠れるスター目覚ましバラエティ“ハックツベリー”（テレビ東京） - 2015年5月9日
- 爆笑そっくりものまね紅白歌合戦スペシャル（フジテレビ） - 2016年9月2日、2017年9月8日
- フットボールアワーの！走れ！ふるさと婚活列車。（TBS） - 2017年2月19日
- そっくりツイートGP　似すぎてジワる（TBS） - 2019年3月25日
- かみひとえ（テレビ朝日） - 2019年7月29日
- ものまねグランプリ（日本テレビ） - 2019年12月17日(チョコレートプラネットと共演)

## ものまねレパートリー
- UA[5]
- 吉田美和（DREAMS COME TRUE）[5]
- 西田ひかる[5]
- 中山美穂[5]
- 石川秀美[5]
- 堀ちえみ[5]
- 菊池桃子[5]
- 美空ひばり[5]
- 柏原芳恵[5]
- 園山真希絵[5]
- 小川菜摘[5]
- アンミカ[6]
- 羽野晶紀
など